# 河源郡
河源郡，隋朝时设置的郡。
隋炀帝大业五年（609年），隋朝大破吐谷浑，设置河源郡、西海郡、且末郡、鄯善郡四郡，在赤水城、曼头城设置河源郡，治所在赤水城（今青海省兴海县东南）。包括今青海省的兴海县、共和县、同德县、玛沁县。隋朝末年，吐谷浑复兴，河源郡地入吐谷浑。唐太宗贞观十年（636年），唐朝封吐谷浑首领诺曷钵为河源郡王。